# Kvalserien till Svenska Superligan för damer 2013/2014
Kvalserien till Svenska Superligan för damer 2013/2014 spelades mellan den 24 mars och 7 april 2013 och bestod av fyra lag, varav ett från SSL 2012/2013 och tre lag från division 1. De två främsta lagen gick upp till SSL 2013/2014.
Vinnaren i ordinarie tid fick 3 poäng, vid oavgjort efter full speltid fick vardera lag ett poäng och matchen fortsatte till sudden death. Vinnaren i sudden death fick ytterligare en poäng - korades ingen vinnare fick inget lag extrapoäng (det vill säga att båda lagen fick nöja sig med ett poäng vardera). Förloraren i ordinarie tid fick noll poäng.

## Tabell
|    | Kvalserien            | SM | V | O | F | ÖTV | GM | IM | MS | P  |
| -- | --------------------- | -- | - | - | - | --- | -- | -- | -- | -- |
| 1. | FBC Uppsala           | 6  | 4 | 0 | 2 | 0   | 21 | 21 | +0 | 12 |
| 2. | Sala Silverstaden IBK | 6  | 3 | 1 | 2 | 0   | 19 | 18 | +1 | 10 |
|    |                       |    |   |   |   |     |    |    |    |    |
| 3. | Warberg IC            | 6  | 3 | 0 | 3 | 0   | 29 | 25 | +4 | 9  |
| 4. | Telge SIBK            | 6  | 1 | 1 | 4 | 0   | 23 | 28 | –5 | 4  |

## Källa
- Innebandy.se